# Общество православных поляков
Общество православных поляков — объединение, которое возникло в середине 1930-х годов по инициативе государственных властей Польши как организованное движение «православных поляков».
Первое Общество православных поляков имени Юзефа Пилсудского было создано в 1935 году в Белостоке. На следующий год такие общества появились в Гродно, Слониме, Волковыске и Новогрудке. Пропагандистами польскости среди местных православных белорусов стали прежде всего молодые священники, выпускники богословского факультета Варшавского университета. Вскоре центром этого движения стало Гродно — усадьба епископа Саввы (Советова), который опекал общество.
1 февраля 1938 года, в день именин президента Польши Игнация Мосцицкого, гродненское Общество православных поляков предложило присоединиться к Лагерю национального объединения.
Епископ Савва приказал подчинённому ему духовенству учить польский язык и принимать участие в деятельности польских политических и общественных организаций. Начались процессы по подготовке литургии на польском языке. На Гродненщине, Белостокщине и Виленщине были начаты попытки введения проповедей на польском языке и пения церковным хоралом на завершение литургии польских патриотических песен. Такие действия вызвали протесты местных верующих.
В ноябре 1938 года епископский сан были приведены два военных капеллана в звании полковника, которые считали себя поляками: Тимофей (Е. Шрэтэр) и Матвей (К. Семашко). Они вместе с епископом Саввой начали интенсивную работу в пользу изменения культурного облика Православной церкви в Польше.
Эта деятельность была прекращена в связи с началом Второй мировой войны.